# Un ban (monedă românească)
Moneda românească de un ban este o unitate monetară egală cu o sutime din leul românesc. Este moneda cu cea mai mică valoare nominală a leului actual și a fost bătută în fiecare an de când leul a fost redenominat în 2005. Pe lângă România, moneda a mai fost realizată și în Regatul Unit (1867), Germania (1900) și Rusia (1952).

## Istorie

### Principatul

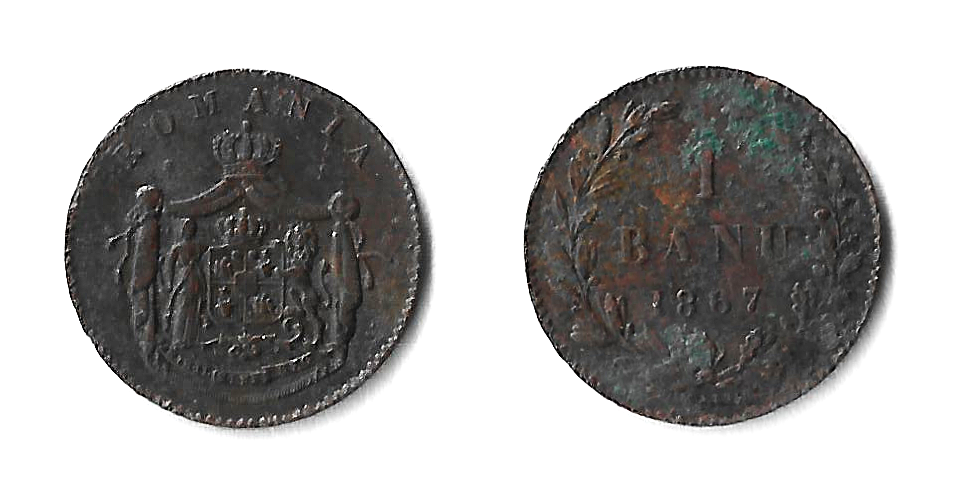
Moneda de 1 banu din 1867

#### 1 banu 1867
Prima monedă de un ban a fost bătută în 1867 la două monetării diferite din Birmingham, Anglia: Heaton și Watt & Co., gravor fiind Leonard Charles Wyon. Moneda măsura 15 mm în diametru și cântărea 1 gram. Era compusă din 95% cupru, 4% staniu și 1% zinc. Aversul prezenta numele țării și stema acesteia. Pe revers era inscripționată valoarea nominală între o ramură de laur și una de stejar. Valoarea nominală în cadrul coroanei de lauri era scrisă 1 BANU și 1867. Sunetul scurt „ŭ” de la sfârșitul cuvintelor românești nu era comun în pronunție și a devenit învechit în 1904 prin „Regulile ortografice”, tipărite de Academia Română. Fiecare monetărie a bătut câte 2,5 milioane de monede. Watt & Co. a folosit marca WATT & C sub coroana de lauri, în timp ce Heaton a folosit litera H. Deși celelalte monede românești din 1867 purtau denumirea completă a monetăriilor, spațiul limitat pe moneda de 1 banu nu a permis acest lucru. Monedele au intrat în circulație la 1 ianuarie 1868.

### Regatul

#### 1 ban 1900

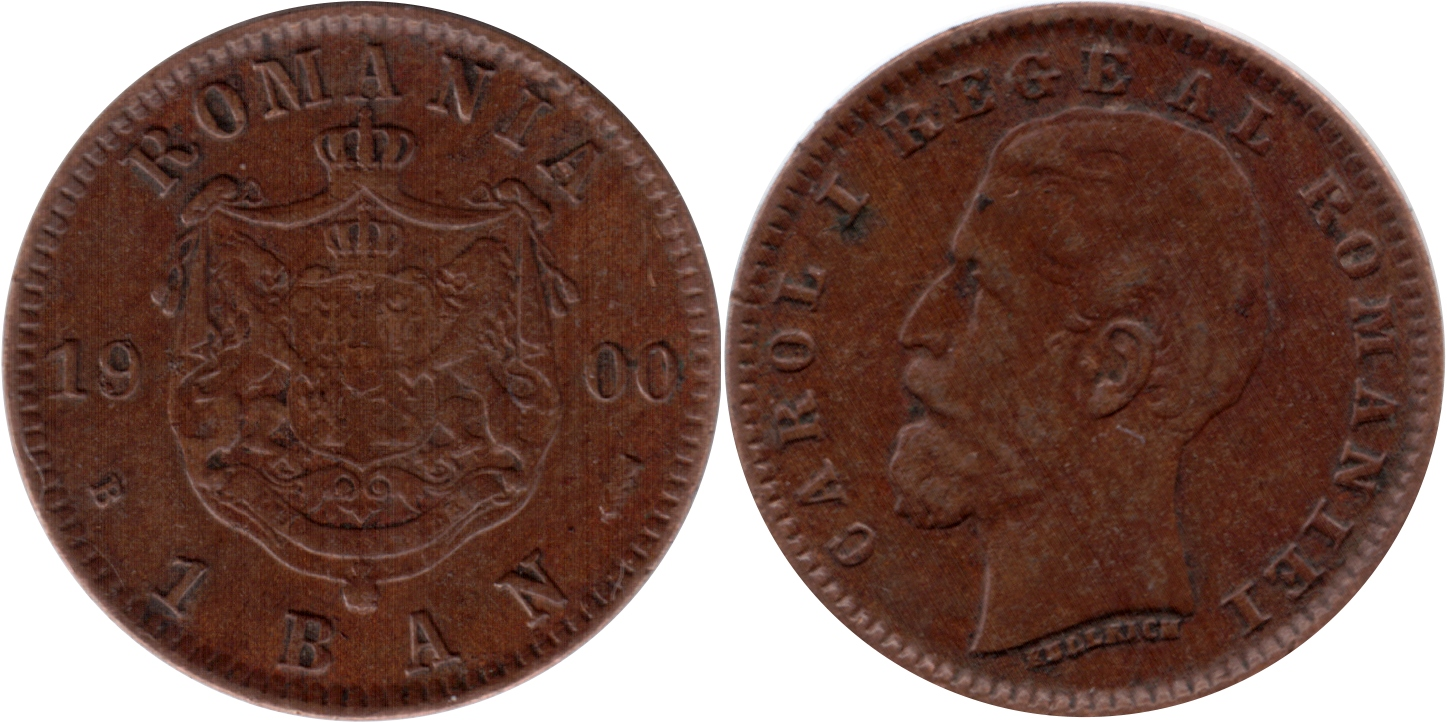
Moneda de 1 ban din 1900

La 18 martie 1900 a fost adoptată legea care autoriza baterea unor noi monede din cupru de 1 și 2 bani, precum și a monedelor de 5, 10 și 20 de bani din nichel.
Noua monedă de un ban a fost pusă în circulație la data de 15 iunie 1901, împreună cu moneda de 2 bani, și era prima monedă cu această valoare nominală care îl înfățișa pe monarhul român, pe avers, iar pe revers stema României. A păstrat dimensiunile și compoziția monedei din 1867. Inscripția regelui era CAROL I REGE AL ROMÂNIEI. Sub portretul său se afla numele KULLRICH, numele de familie al gravorului. Pe revers, data era împărțită de o parte și de alta a stemei. Sub stemă, în partea dreaptă, se afla un spic de grâu, iar în partea stângă era marca monetăriei, litera B. Deși litera reprezenta capitala României, București, cele 20 de milioane de monede din 1900 au fost bătute în Hamburg, Germania. Monede de 1 ban nu au mai fost bătute în niciun alt an al Regatului României din cauza inflației.
13 milioane de exemplare de 1 ban, fără a se specifica anul emisiunii, însumând 130.000 de lei, au fost demonetizate în 1906, metalul recuperat din acestea fiind vândut prin licitație publică.
Presa vremii consemna progresiv dispariția monedelor de 1 și 2 bani din uz: în 1906 și 1907 se semnala lipsa lor de pe piață, în 1909 se relata că ajunseseră să fie refuzate chiar și de cerșetori și punea deja întrebarea dacă mai au curs legal. Un articol din 1911 sublinia că aceste monede deveniseră o raritate, cu consecințe directe asupra vieții cotidiene a populației sărace, care era afectată de imposibilitatea de a primi restul exact sau de a beneficia de reduceri minore de prețuri, ceea ce conducea la scumpiri indirecte. Se sugera chiar desființarea monedei de 5 bani pentru a forța revenirea în uz a celor de 1 și 2 bani.
La 10 aprilie 1916, ziarul Ziua a relatat că în Monitorul Oficial din 9 aprilie fusese publicat un ordin prin care se interzicea exportul monedelor de argint, nichel și aramă.
În timpul Primului Război Mondial, în teritoriul României ocupat de Puterile Centrale, administrația militară germană a rechiziționat monedele de cupru aflate în circulație, într-o acțiune similară celor desfășurate anterior în alte teritorii ocupate de germani, precum nord-estul Franței și Belgia. Monedele au fost colectate în principal pentru a fi topite și reutilizate în industria de armament. Aceste monede proveneau în parte din stocurile Ministerului român de Finanțe și au fost expediate în Germania în timpul războiului, către o societate însărcinată cu procesarea metalelor pentru uz militar. Ulterior, monedele au fost predate turnătoriei Neue Berliner Messingwerke, specializată în prelucrarea cuprului.
După încheierea războiului, în cadrul Comisiei Române de la Wiesbaden, însărcinată cu identificarea și restituirea materialelor ridicate din România, au fost descoperite în depozitul casei de expediții Fahrenkrug din Neukölln 114 lăzi și 2 butoaie conținând monede românești din cupru de 1 și 2 bani, în greutate totală de 10.870 kg. Comisia română a cerut restituirea integrală a cantității, fără ca Germania să o poată contabiliza în contul despăgubirilor de război, însă demersul a întâmpinat dificultăți. Ca urmare a protestului oficial formulat de guvernul român, Ministerul de Externe german a aprobat returnarea acestora, iar monedele au fost expediate în februarie 1922 în România. Ulterior, în iunie 1922, a fost descoperit un nou lot de aproximativ 1.000 kg de monede românești din cupru de 1 și 2 bani, aflate la unele topitorii germane. Pentru a accelera procesul de restituire, Comisia Română a solicitat sprijinul direct al guvernului român în relația cu autoritățile germane.

### Comunismul

#### 1 ban 1952-1954

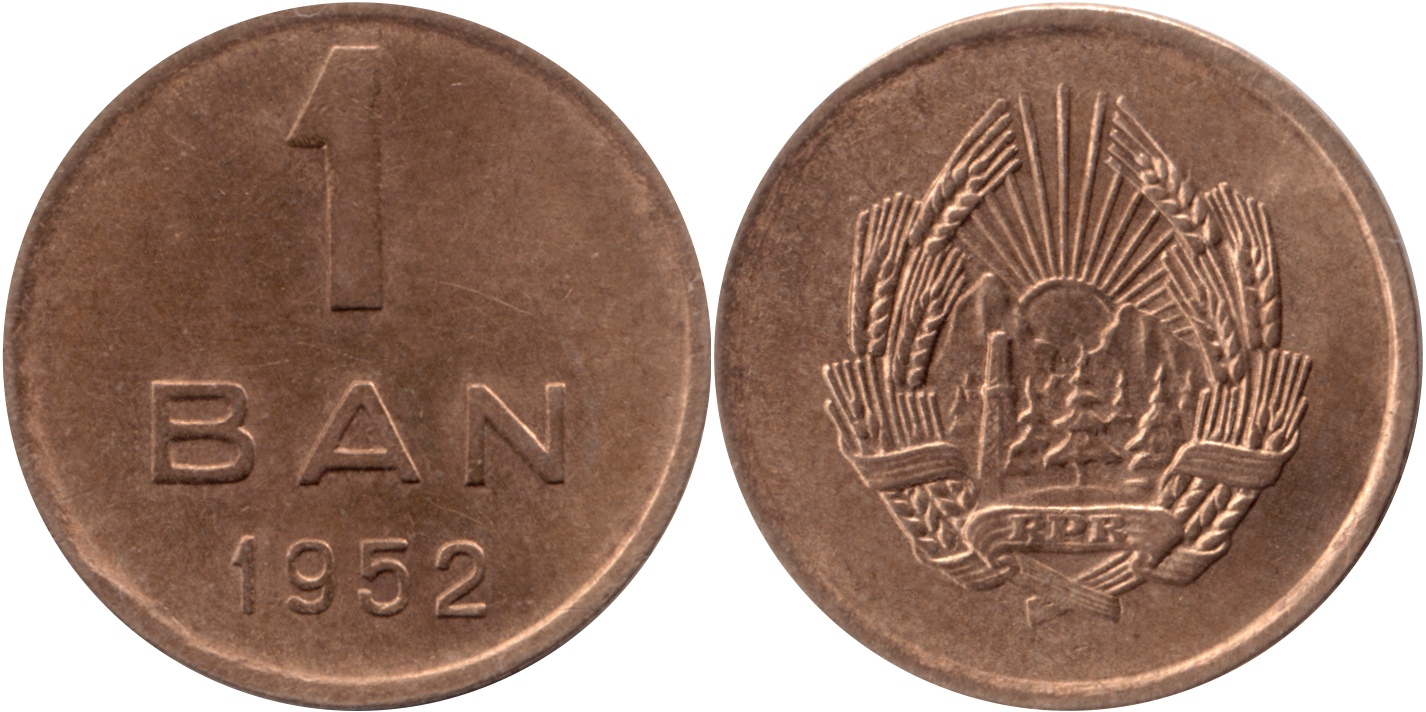
Monedă de 1 ban din 1952

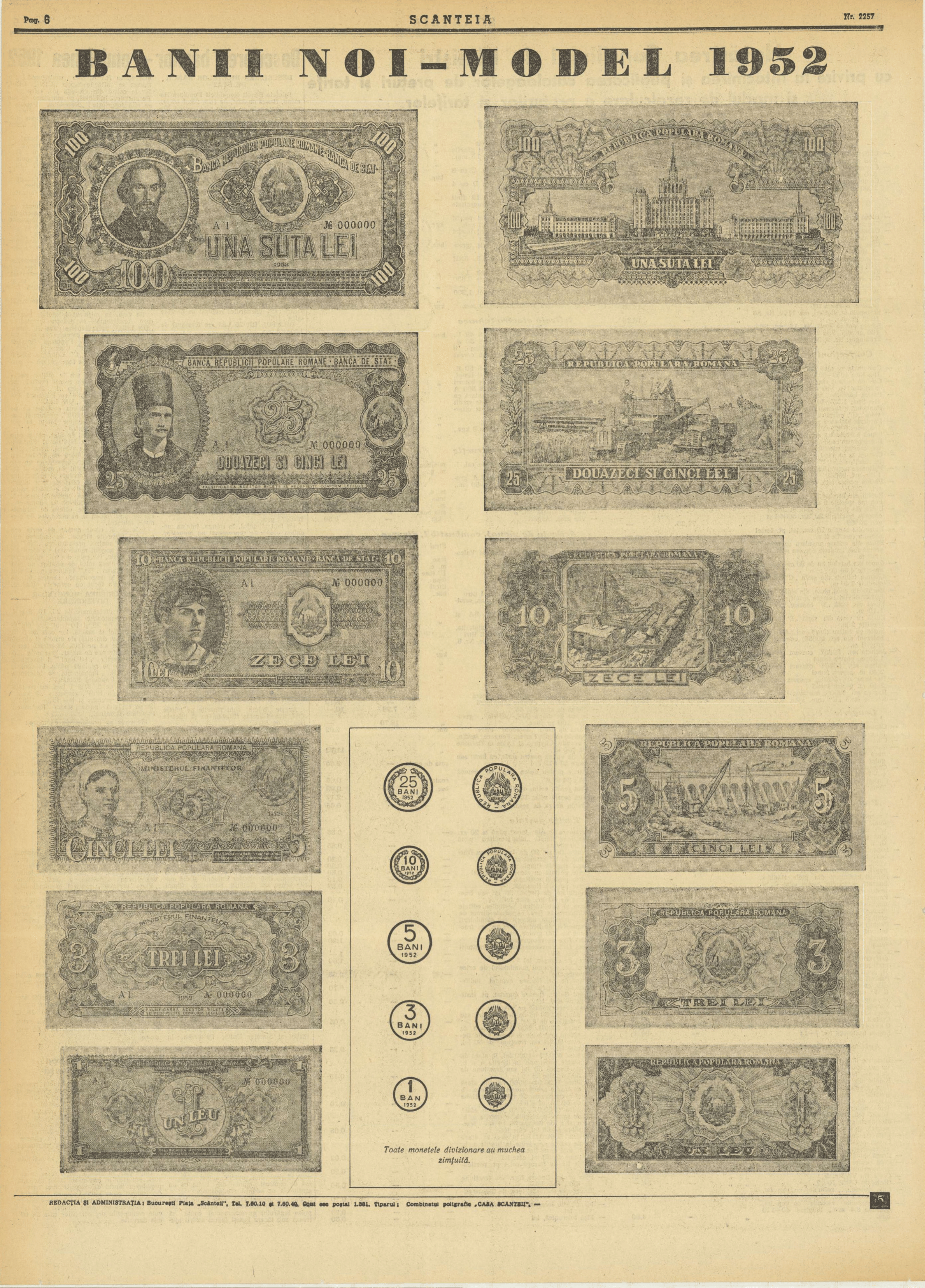
Banii noi, model 1952, Scanteia, 1952-01-27, nr. 2257, p. 5

Valoarea nominală de un ban a revenit în 1952 sub regimul comunist, după reforma monetară la 28 ianuarie a acelui an. Dimensiunile și masa sa au rămas aceleași ca în 1867 și 1900, deși compoziția s-a schimbat la 95% cupru și 5% aluminiu. Moneda prezenta pe avers stema Republicii Populare Române. Pe revers era inscripționată valoarea nominală și anul în caractere simple.
Moneda a fost bătută la Monetăria din Moscova, în Uniunea Sovietică, și au fost emise 67,4 milioane de exemplare.  În anul următor, o stea a fost plasată deasupra stemei, similar cu alte națiuni comuniste. 
În 1953, 8 milioane de monede au fost emise din București, dar după 15,3 milioane în 1954, această valoare nominală nu a mai fost bătută.
Moneda a avut curs legal până la 31 decembrie 1996.

### După 1989

#### 1 ban 2005-prezent

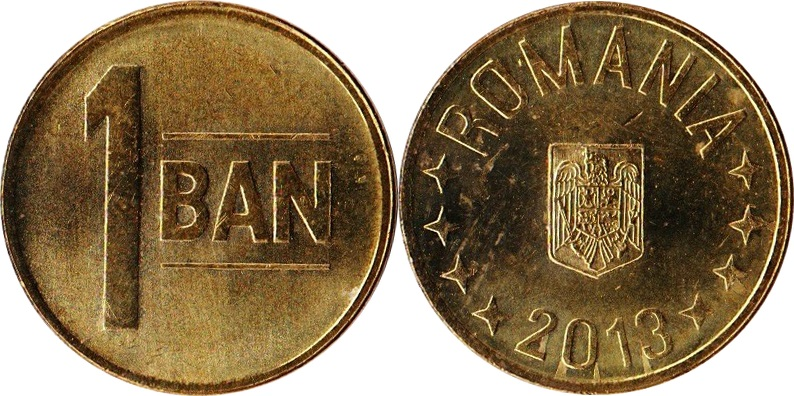
1 ban din 2013

La 1 iulie 2005, leul a fost denominat, 10.000 de lei vechi devenind egali cu un leu nou. Astfel, noua monedă de 1 ban era echivalentă cu 100 de lei vechi, valoare nominală care nu mai fusese bătută din 1996. Monedele de un ban au fost vândute magazinelor mari în fișicuri a câte cincizeci de bucăți.
Există două versiuni ale noii monede de 1 ban, prima având un diametru mai mare cu 0,05 mm. Primele emisiuni ale tuturor noilor monede ale României aveau un diametru diferit față de cele actuale, însă niciuna cu mai mult de 0,15 mm.